# Zuid-Eierland
Zuid-Eierland ist ein Dorf auf der westfriesischen Insel Texel. Es gehört mit Midden-Eierland zum Ort De Cocksdorp.
Auf Zuid-Eierland befindet sich auch Texels International Airport.

## Geografie
Zuid-Eierland, auf dem Eierlandschen Polder gelegen, befindet sich rund 7 Kilometer nördlich des Hauptortes Den Burg. Westlich des Ortes erstreckt sich ein kilometerlanges Dünengebiet, das Teil des Nationalparks Duinen van Texel ist.